# 일본의 아카데미 국제영화상 출품작

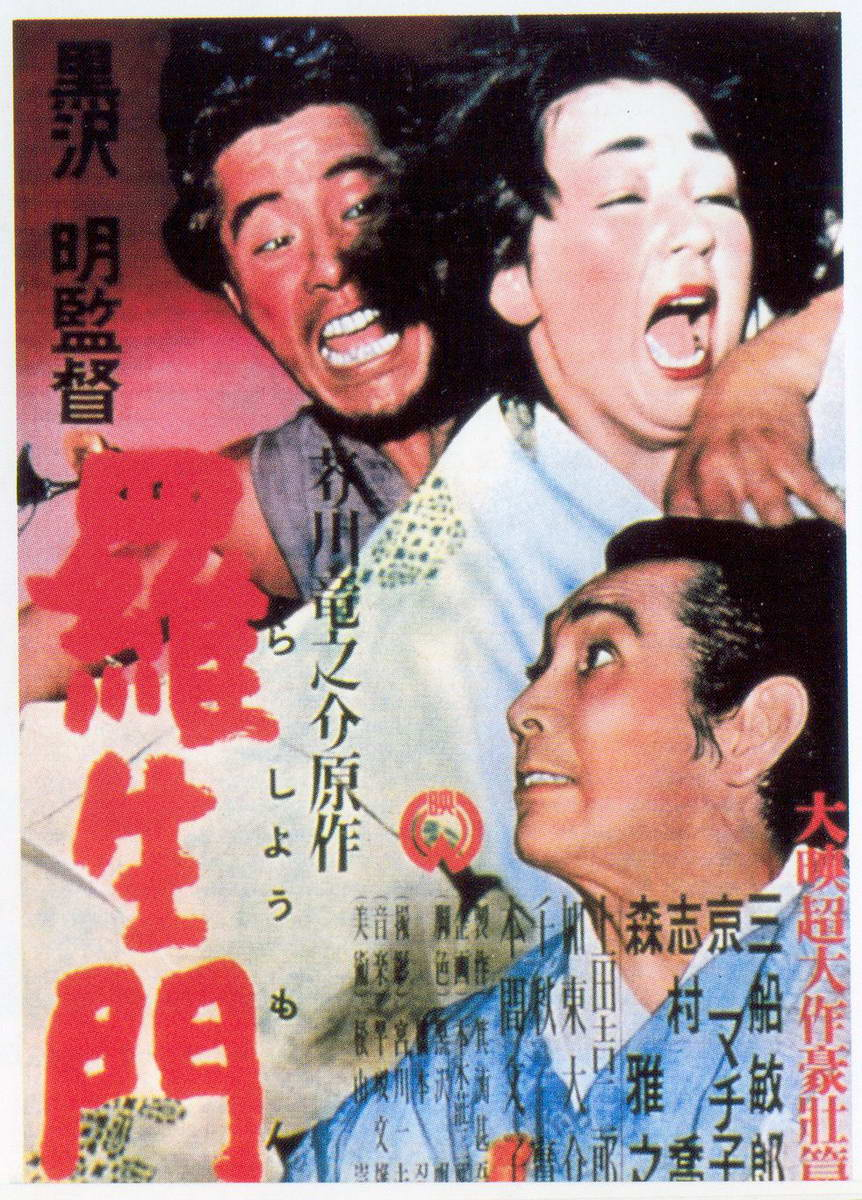
구로사와 아키라 감독의 영화 《라쇼몽》은 1951년 아카데미상에 출품되어 최고의 외국어 영화로 선정되었으나, 국제영화상 부문 제정 이전의 일이었기에 아카데미 명예상을 수상하였다.

일본은 1956년부터 아카데미 국제영화상에 영화 작품을 출품해오고 있다. 와국어영화상은 미국의 영화 예술 과학 아카데미이 선정하는, 미국 외 국가에서 비영어로 제작된 최고의 장편영화 부문상이다.
아카데미상에서는 국제영화상 (외국어영화상) 제정 이전인 1947년부터 1955년까지 미국 내에서 개봉한 최고의 외국어 영화를 대상으로 아카데미 명예상을 수여하였다. 당시에는 경쟁 부문이 아니어서 후보가 따로 발표되지 않았고, 아카데미 운영위원회의 투표로 수상작만 발표하였다. 이 시기에 세 편의 일본 영화가 명예상을 수상하였다. 1956년 제29회 아카데미상부터는 비영어 영화를 대상으로 한 경쟁부문으로 '외국어영화상'이 신설되었으며 그 해부터 매해 수여되고 있다.
2022년까지 아카데미 국제영화상 후보에 오른 일본 영화는 총 12편이며, 그 중 2편의 영화가 수상하였는데 각각 《굿' 바이》 (2008년), 《드라이브 마이 카》 (2021년)이다. 다수의 작품을 국제영화상 후보에 올린 감독은 구로사와 아키라, 나카무라 노보루가 유이하다. 구로사와 감독은 총 6편을 출품하여 4편이 후보로 올랐으며, 그 중 2편이 수상하였는데 《라쇼몽》으로 명예상을, 《데르수 우잘라》로 국제영화상을 받았다. 단 《데르수 우잘라》는 일본이 아닌 당시 소련이 나서 출품했다. 이후 1985년 영화 《란》으로 아카데미 외국어영화상 후보 가능성이 점쳐졌으나, 구로사와 감독 본인이 일본 영화계에서 좋지 않은 평가를 받았기에 출품에는 실패했다. 나카무라 노보루 감독은 《교토의 쌍둥이 자매》와  《지에코초》를 국제영화상 후보로 올렸다.
일본은 역대 국제영화상 출품 국가 중 최종후보 지명 횟수에서 4위를 기록하고 있으며 이는 스웨덴 (14회)과 소련 (9회)을 앞선다.

## 출품작
매년 영화 예술 과학 아카데미는 각국에 아카데미 국제영화상 후보를 위한 최고의 영화를 출품해달라는 요청을 전달한다. 이렇게 출품된 각국의 영화들을 국제영화상위원회에서 전부 검토하게 되며, 비밀투표를 거쳐 최종후보 다섯 작품을 선정한다. 국제영화상 제정 이전에는 아카데미 운영위원회에서 미국 내 개봉이 이뤄진 그해 최고의 외국어 영화를 투표하여 선정하였다.
아래는 일본이 아카데미 국제영화상 부문에 출품한 영화 작품의 목록이다. 모든 영화는 일본어로 되어 있다.
| 연도 (회)        | 제목                        | 원제                     | 감독                | 결과        |
| ---------------- | --------------------------- | ------------------------ | ------------------- | ----------- |
| 1951년 (제24회)  | 라쇼몽                      | 羅生門                   | 구로사와 아키라     | 명예상 수상 |
| 1954년 (제27회)  | 지옥문                      | 地獄門                   | 기누가사 데이노스케 | 명예상 수상 |
| 1955년 (제28회)  | 사무라이 I: 미야모토 무사시 | 宮本武蔵                 | 이나가키 히로시     | 명예상 수상 |
| 1956년 (제29회)  | 버마의 하프                 | ビルマの竪琴             | 이치카와 곤         | 후보        |
| 1957년 (제30회)  | 야성                        | あらくれ                 | 나루세 미키오       | 미후보      |
| 1958년 (제31회)  | 나라야마 부시코             | 楢山節考                 | 기노시타 게이스케   | 미후보      |
| 1959년 (제32회)  | 들불                        | 野火                     | 이치카와 곤         | 미후보      |
| 1960년 (제33회)  | 가을 햇살                   | 秋日和                   | 오즈 야스지로       | 미후보      |
| 1961년 (제34회)  | 영원의 그이                 | 永遠の人                 | 기노시타 게이스케   | 후보        |
| 1962년 (제35회)  | 나는 두 살                  | 私は二歳                 | 이치카와 곤         | 미후보      |
| 1963년 (제36회)  | 교토의 쌍둥이 자매          | Koto 古都[*]             | 나카무라 노보루     | 후보        |
| 1964년 (제37회)  | 모래의 여자                 | 砂の女                   | 데시가하라 히로시   | 후보        |
| 1965년 (제38회)  | 괴담                        | 怪談                     | 고바야시 마사키     | 후보        |
| 1966년 (제39회)  | 호수의 거문고               | 湖の琴                   | 다사카 도모타카     | 미후보      |
| 1967년 (제40회)  | 지에코초                    | 智恵子抄                 | 나카무라 노보루     | 후보        |
| 1968년 (제41회)  | 쿠로베의 태양               | 黒部の太陽               | 구마이 게이         | 미후보      |
| 1969년 (제42회)  | 신들의 깊은 욕망            | 神々の深き欲望           | 이마무라 쇼헤이     | 미후보      |
| 1970년 (제43회)  | 부라이칸                    | 無頼漢                   | 시노다 마사히로     | 미후보      |
| 1971년 (제44회)  | 도데스카덴                  | どですかでん             | 구로사와 아키라     | 후보        |
| 1972년 (제45회)  | 휘날리는 군기 아래          | 軍旗はためく下に,        | 후카사쿠 긴지       | 미후보      |
| 1973년 (제46회)  | 계엄령                      | 戒厳令                   | 요시다 요시히게     | 미후보      |
| 1974년 (제47회)  | 화석                        | 化石                     | 고바야시 마사키     | 미후보      |
| 1975년 (제48회)  | 산다칸 8번 창관             | サンダカン八番娼館 望郷  | 구마이 게이         | 후보        |
| 1977년 (제50회)  | 핫코다산                    | 八甲田山                 | 모리타니 시로       | 미후보      |
| 1978년 (제51회)  | 욕망의 제국                 | 愛の亡霊                 | 오시마 나기사       | 미후보      |
| 1979년 (제52회)  | 가산                        | 月山                     | 무라노 데쓰타로     | 미후보      |
| 1980년 (제53회)  | 카게무샤                    | 影武者                   | 구로사와 아키라     | 후보        |
| 1981년 (제54회)  | 진흙강                      | 泥の河                   | 오구리 고헤이       | 후보        |
| 1982년 (제55회)  | 기류인 하나코의 생애        | 鬼龍院花子の生涯         | 고샤 데오           | 미후보      |
| 1983년 (제56회)  | 남극 이야기                 | 南極物語                 | 구라하라 고레요시   | 미후보      |
| 1984년 (제57회)  | 세토우치 소년야구단         | 瀬戸内少年野球団         | 시노다 마사히로     | 미후보      |
| 1985년 (제58회)  | 하나이치몬메                | 花いちもんめ             | 이토 슌야           | 미후보      |
| 1986년 (제59회)  | 키네마 천지                 | キネマの天地             | 야마다 요지         | 미후보      |
| 1987년 (제60회)  | 여현                        | 女衒 ZEGEN               | 이마무라 쇼헤이     | 미후보      |
| 1988년 (제61회)  | 다운타운 히어로즈           | ダウンタウン・ヒーローズ | 야마다 요지         | 미후보      |
| 1989년 (제62회)  | 릿큐                        | 利休                     | 데시가하라 히로시   | 미후보      |
| 1990년 (제63회)  | 죽음의 가시                 | 死の棘                   | 오구리 고헤이       | 미후보      |
| 1991년 (제64회)  | 8월의 광시곡                | 八月の狂詩曲             | 구로사와 아키라     | 미후보      |
| 1992년 (제65회)  | 여살유지옥                  | 女殺油地獄               | 고샤 히데오         | 미후보      |
| 1993년 (제66회)  | 마다다요                    | Mādadayo まあだだよ[*]   | 구로사와 아키라     | 미후보      |
| 1994년 (제67회)  | 폼포코 너구리 대작전        | 平成狸合戦ぽんぽこ       | 다카하타 이사오     | 미후보      |
| 1995년 (제68회)  | 깊은 강                     | 深い河                   | 구마이 게이         | 미후보      |
| 1996년 (제69회)  | 학교 II                     | 学校II                   | 야마다 요지         | 미후보      |
| 1997년 (제70회)  | 모노노케 히메               | もののけ姫               | 미야자키 하야오     | 미후보      |
| 1998년 (제71회)  | 사랑을 바라는 사람          | 愛を乞う人               | 히라야마 히데유키   | 미후보      |
| 1999년 (제72회)  | 철도원                      | 鉄道員                   | 후루하타 야스오     | 미후보      |
| 2000년 (제73회)  | 비 그치다                   | 雨あがる                 | 고이즈미 다카시     | 미후보      |
| 2001년 (제74회)  | Go                          | GO                       | 유키사다 이사오     | 미후보      |
| 2002년 (제75회)  | OUT                         | OUT                      | 히라야마 히데유키   | 미후보      |
| 2003년 (제76회)  | 황혼의 사무라이             | たそがれ清兵衛           | 야마다 요지         | 후보        |
| 2004년 (제77회)  | 아무도 모른다               | 誰も知らない             | 고레에다 히로카즈   | 미후보      |
| 2005:년 (제78회) | 피와 뼈                     | 血と骨                   | 최양일              | 미후보      |
| 2006년 (제79회)  | 훌라걸즈                    | フラガール               | 이상일              | 미후보      |
| 2007년 (제80회)  | 그래도 내가 하지 않았어     | それでもボクはやってない | 스오 마사유키       | 미후보      |
| 2008년 (제81회)  | 굿' 바이                    | おくりびと               | 다키타 요지로       | 수상        |
| 2009년 (제82회)  | 아무도 지켜주지 않아        | 誰も守ってくれない       | 기미즈카 료이치     | 미후보      |
| 2010년 (제83회)  | 고백                        | 告白                     | 나카시마 데쓰야     | 예비후보    |
| 2011년 (제84회)  | 한 장의 엽서                | 一枚のハガキ             | 신도 가네토         | 미후보      |
| 2012년 (제85회)  | 가족의 나라                 | かぞくのくに             | 양영희              | 미후보      |
| 2013년 (제86회)  | 배를 엮다                   | 舟を編む                 | 이시 유야           | 미후보      |
| 2014년 (제87회)  | 그곳에서만 빛난다           | そこのみにて光輝く       | 오미보              | 미후보      |
| 2015년 (제88회)  | 백엔의 사랑                 | 百円の恋                 | 다케 마사하루       | 미후보      |
| 2016년 (제89회)  | 어머니와 살면               | 母と暮せば               | 야마다 요지         | 미후보      |
| 2017년 (제90회)  | 행복 목욕탕                 | 湯を沸かすほどの熱い愛   | 나카노 료타         | 미후보      |
| 2018년 (제91회)  | 어느 가족                   | 万引き家族               | 고레에다 히로카즈   | 후보        |
| 2019년 (제92회)  | 날씨의 아이                 | 天気の子                 | 신카이 마코토       | 미후보      |
| 2020년 (제93회)  | 트루 마더스                 | 朝が来る                 | 가와세 나오미       | 미후보      |
| 2021년 (제94회)  | 드라이브 마이 카            | ドライブ・マイ・カー     | 하마구치 류스케     | 수상        |
| 2022년 (제95회)  | 플랜 75                     | Plan 75                  | 하야카와 치에       | 미후보      |
| 2023년 (제96회)  | 퍼펙트 데이즈               | Perfect Days             | 빔 벤더스           | 후보        |

## 같이 보기
- 아카데미 국제영화상 수상 국가와 후보 국가 목록
- 아카데미상을 수상한 외국어 영화 목록
- 일본 영화